# Walliswil bei Niederbipp
Walliswil bei Niederbipp é uma comuna da Suíça, situada no distrito administrativo de Alta Argóvia, no cantão de Berna. Tem 1,48 km² de área e sua população em 2018 foi estimada em 211 habitantes.